# Congregazione per le indulgenze e le sacre reliquie
La Congregazione per le indulgenze e le sacre reliquie (in latino Congregatio indulgentiarum et sacrarum reliquiarum) era una Congregazione della Curia romana, oggi soppressa.

## Storia
La Congregazione per le indulgenze e le sacre reliquie fu istituita da papa Clemente IX il 6 luglio 1669 con il breve In ipsis pontificatus nostri primordiis con il quale il pontefice dava forma permanente ad una commissione di cardinali creata il 4 agosto 1667. Inizialmente la Congregazione aveva un carattere puramente disciplinare, in quanto aveva il compito di vegliare sulla retta applicazione e osservanza del decreto tridentino De indulgentiis, votato nella XXV sessione (3-4 dicembre 1563), e di limitare gli abusi introdotti nella distribuzione delle indulgenze dal Segretariato per i brevi.
Tra i diversi compiti, la Congregazione aveva quello di gestire la concessione dell'autenticazione alle reliquie e, per volontà della Santa Sede, le indulgenze alle varie chiese nelle diverse festività. La prima funzione era particolarmente rilevante soprattutto quando sulla veridicità di certe reliquie era necessario trattare in tribunale e per questo motivo la congregazione disponeva di propri teologi ed archeologi (perlopiù gesuiti o cappuccini) per dirimere le questioni più complesse.
Agli inizi del XVIII secolo la Congregazione iniziò a distribuire essa stessa le indulgenze, privilegio che le fu riconosciuto da papa Benedetto XIV nel 1742. Iniziarono allora conflitti di competenza e rivalità di interessi tra la Congregazione per le indulgenze e le sacre reliquie ed il Segretariato dei Brevi, fino a che papa Pio IX, con il motu proprio Fidelis domus Domini del 2 gennaio 1855, ristabilì le disposizioni di Clemente IX privando la Congregazione per le indulgenze e le sacre reliquie dei diritti concessigli da Benedetto XIV. Le ordinanze di Pio IX tuttavia non dovettero avere molto effetto, perché furono ribadite con maggior vigore da papa Leone XIII con il motu proprio Christianae reipublicae del 31 ottobre 1897.
Erano membri di diritto della Congregazione i Maestri del sacro palazzo apostolico e i Sacristi di Sua Santità.
Il 28 gennaio 1904, con il motu proprio Quae in Ecclesiae, papa Pio X unì la Congregazione per le indulgenze e le sacre reliquie con la Congregazione dei riti, ed il suo prefetto, il cardinale Luigi Tripepi, fu nominato anche pro-prefetto della Congregazione dei Riti.
Il 29 giugno 1908, con la costituzione apostolica Sapienti consilio, Pio X soppresse definitivamente la Congregazione e trasferì le competenze sulle indulgenze al Sant'Uffizio. Infine, papa Benedetto XV il 25 marzo 1917, con il motu proprio Alloquentes proxime, le assegnò definitivamente alla Penitenzieria apostolica.

## Cronotassi

### Prefetti
- Cardinale Lodovico Pico della Mirandola (10 settembre 1724 – 10 agosto 1743 deceduto)
- Cardinale Raffaele Cosimo de' Girolami (23 settembre 1743 – 21 febbraio 1748 deceduto)
- Cardinale Francisco Joaquín Fernández de Portocarrero y Mendoza (post 21 febbraio 1748 – 22 giugno 1760 deceduto)
- Cardinale Nicolò Maria Antonelli (post 22 giugno 1760 – 25 settembre 1767 deceduto)
- Cardinale Lodovico Calini (post 25 settembre 1767 – 9 dicembre 1782 deceduto)
- Cardinale Antonio Eugenio Visconti (post 9 dicembre 1782 – 4 marzo 1788 deceduto)
- Cardinale Diego Innico Caracciolo di Martina (23 dicembre 1801 – 14 dicembre 1818 nominato prefetto del Supremo tribunale della Segnatura apostolica)
- Cardinale Benedetto Naro (29 novembre 1818 – 3 febbraio 1821 nominato prefetto della Congregazione della disciplina dei regolari)
- Cardinale Giorgio Doria Pamphilj Landi (post 3 febbraio 1821 – ante 1º ottobre 1826 dimesso)
- Cardinale Antonio Maria Frosini (1º ottobre 1826 – 19 luglio 1832 ritirato)
- Cardinale Luigi Del Drago (19 luglio 1832 – 11 dicembre 1834 nominato presidente della Commissione dei sussidi)
- Cardinale Castruccio Castracane degli Antelminelli (11 dicembre 1834 – 14 marzo 1843 dimesso)
- Cardinale Gabriele Ferretti (14 marzo 1843 – 9 dicembre 1846 nominato delegato apostolico di Pesaro e Urbino)
- Cardinale Charles Januarius Acton (22 dicembre 1846 – 2 maggio 1847 dimesso)
- Cardinale Fabio Maria Asquini (2 maggio 1847 – 23 aprile 1863 dimesso)
- Cardinale Antonio Maria Panebianco, O.F.M.Conv. (23 aprile 1863 – 17 gennaio 1867 nominato penitenziere maggiore)
- Cardinale Giuseppe Andrea Bizzarri (17 gennaio 1867 – 31 agosto 1872 nominato prefetto della Congregazione dei vescovi e regolari)
- Cardinale Lorenzo Barili (6 settembre 1872 – 8 marzo 1875 deceduto)
- Cardinale Innocenzo Ferrieri (31 marzo 1875 – 6 luglio 1876 nominato pro-prefetto della Congregazione dei vescovi e regolari)
- Cardinale Luigi Maria Bilio, B. (12 luglio 1876 – 20 dicembre 1876 nominato prefetto della Congregazione dei riti)
- Cardinale Luigi Oreglia di Santo Stefano (23 dicembre 1876 – 28 marzo 1885 dimesso)
- Cardinale Johannes Baptiste Franzelin, S.I. (28 marzo 1885 – 11 dicembre 1886 deceduto)
- Cardinale Tommaso Maria Zigliara, O.P. (16 dicembre 1886 – 28 ottobre 1887 nominato prefetto della Congregazione degli studi)
- Cardinale Gaetano Aloisi Masella (16 novembre 1887 – 13 febbraio 1888 nominato prefetto dell'economia della Congregazione di propaganda fide)
- Cardinale Serafino Vannutelli (13 febbraio 1888 – 14 marzo 1889 nominato segretario dei memoriali)
- Cardinale Carlo Cristofori (14 marzo 1889 – 22 giugno 1890 dimesso)
- Cardinale Giuseppe D'Annibale (22 giugno 1890 – 17 luglio 1892 deceduto)
- Cardinale Luigi Sepiacci, O.E.S.A. (1º agosto 1892 – 26 aprile 1893 deceduto)
- Cardinale Ignazio Persico, O.F.M.Cap. (30 maggio 1893 – 7 dicembre 1895 deceduto)
- Cardinale Andreas Steinhuber, S.I. (12 dicembre 1895 – 1º ottobre 1896 nominato prefetto della Congregazione dell'Indice dei libri proibiti)
- Cardinale Girolamo Maria Gotti, O.C.D. (1º dicembre 1896 – 20 novembre 1899 nominato prefetto della Congregazione dei vescovi e regolari)
- Cardinale Domenico Ferrata (20 novembre 1899 – 23 ottobre 1900 nominato prefetto della Congregazione dei riti)
- Cardinale Serafino Cretoni (23 ottobre 1900 – 7 gennaio 1903 nominato prefetto della Congregazione dei riti)
- Cardinale Luigi Tripepi (7 gennaio 1903 – 28 gennaio 1904 nominato pro-prefetto della Congregazione dei riti)

### Segretari
- Presbitero Michelangelo Ricci (4 agosto 1667 - 2 settembre 1681 creato cardinale)
- Raffaele Cosimo de' Girolami (1º gennaio 1721 - 1º maggio 1728)
- Antonio Maria Erba Odescalchi (1º gennaio 1740 - 1º ottobre 1754)
- Antonio Eugenio Visconti (22 ottobre 1754 - 22 febbraio 1760)
- Innocenzo Conti (22 febbraio 1760 - 22 febbraio 1764)
- Stefano Borgia (22 febbraio 1764 - 25 marzo 1775)
- Giulio Maria della Somaglia (25 marzo 1775 - 1º luglio 1784)
- Giovanni Battista Bussi (1º giugno 1795 - 12 ottobre 1799 nominato governatore di Viterbo)
- Pietro Maccarani (17 dicembre 1800 - 9 marzo 1816)
- Lorenzo Girolamo Mattei (9 marzo 1816 - 21 novembre 1816 nominato segretario della Congregazione della visita apostolica)
- Angelo Costaguti (21 novembre 1816 - 24 febbraio 1822)
- Bernardo Ugo (24 febbraio 1822 - 10 marzo 1823)
- Antonio Luigi Piatti (10 marzo 1823 - 7 febbraio 1833)
- Ludovico Tevoli (7 febbraio 1833 - 23 giugno 1834 nominato Elemosiniere di Sua Santità)
- Domenico Genovesi (23 giugno 1834 - 8 gennaio 1835 deceduto)
- Annibale Ginnasi (8 gennaio 1835 - 27 novembre 1843)
- Giacomo Gregorio Gallo (27 novembre 1843 - 1851)